# Anchiopontonia
Anchiopontonia is een geslacht van kreeftachtigen uit de klasse van de Malacostraca (hogere kreeftachtigen).

## Soort
- Anchiopontonia hurii (Holthuis, 1981)